# SLAM! (радіостанція)
►SLAM! (ран. SLAM! FM) – нідерландська комерційна радіостанція. Розпочала своє мовлення 1996 року, проте невдовзі змінила назву на ID&T Radio у зв'язку зі зміною формату. Пізніше у 2005 році радіостанцію перезапустили, повернувши їй як і стару назву SLAM! FM, так і її старий формат. Аудиторія радіостанції більшістью складає молодь. У 2012 році SLAM! оголосив що у нього найбільша частка прослуховувань серед молоді (16.8%). Ефір складається зі свіжої танцювальної та електронної музики. 
У 2016 році SLAM! повідомив про частку ринку 0% для вікової групи 65+. Пізніше Карло де Бур, генеральний директор SLAM!, аргументував що слухачам радіостанції було в середньому 30 років, і ця ринкова частка «відрізняла» SLAM! від інших радіостанцій. 

## Історія

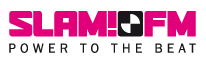
SLAM! FM логотип (з текстом слогана) використовувався з листопада 2011 року по 31 серпня 2015 року.

Радіостанція почала мовлення в середині 1990-х років як New Dance Radio - кабельна радіостанція. У той час радіостанцію отримували лише через кабель, а формат складався переважно з танцювальної музики ( техно, транс, хардкор ). Голландська розважальна компанія ID&amp;T придбала цю радіостанцію в кінці дев'яностих, перетворивши її на Slam FM (названий на честь одного з журналів танцю та способу життя ID&T в той час, Slam). Протягом року назву боло змінено на ID&T для того щоб об'єднати все під однією торговою маркою (ID & T). Через рік станція отримала ще одне нове ім’я, ID&T Radio, а Робін Альберс був найнятий для керівництва приводом. 
Радіо ID&T успішно подало заявку на загальнонаціональну FM-частоту навесні 2003 року та змінило свій формат на більш популярний жанр Top 40, принаймні у своєму графіку денного програмування, незалежно від того, чи було запроваджено альтернативне змішання з дотриманням правил щодо їх частотної діаграми. Згодом ID&T звинуватили і частково успішно подали до суду на деякі конкуренти за те, що вони не виконали своїх ліцензійних вимог (включаючи максимум 7,5% хіт-орієнтованих на графік і мінімум 50% хітів не старше одного року). Проданий наприкінці 2005 року, Duncan Stutterheim (ID&T) 66% акцій станції Lex Harding та Ruud Hendriks . 31 січня 2005 року станцію передзвонили, що вона була роком раніше: SLAM! FM . Станція була зосереджена в основному на молоді. 
Після цього супроводжувалося декілька змін у форматі світла. Сьогодні тут вже не просто танці та R&B, а й транслюються поп та рок. 
У лютому 2005 року назву було змінено на SLAM! Знову FM (Цього разу зі знаком і логотипом написано знаком оклику та написано всіма великими літерами; більше ніяких зв’язків із згаданим вище журналом про спосіб життя, який ID&T тим часом припинився). Музичне програмування стало ще більш комерційним та основним. 
30 червня 2005 року ID&T продала свої 33% частки в SLAM! FM до 2HM Media за 2,5 млн. Євро, нібито через непримиренні розбіжності щодо управління радіостанцією та ефективну ціну, яку потрібно заплатити за первинний продаж 67% частки. 
У жовтні 2005 року інвестиційна компанія 2H Media (під керівництвом колишнього директора Вероніки та Радіо 538 Лекса Хардінга, мовника Рууда Хендрікса та Марселя Діджхуйзена) придбала 67% SLAM! FM. 
У період між Різдвом та Новим 2005 роком SLAM! FM трансляція SLAM! 500, де "транслюються 500 найкращих танцювальних хітів Нідерландів". 
У червні 2006 року Хардінг та Хендрікс подали позов проти Штуттерхайма, оскільки вони відмовилися від решти 33% СЛАМ! FM купує акції за 2,5 мільйона євро. Вони думали, що заплатили занадто багато за попередній пакет. Суддя погодився. 
1 лютого 2007 року SLAM! Запускається телебачення . СЛАМ! Телебачення - це телебачення для молоді та молоді. Інтерактивний молодіжний телеканал, який працює 24 години на день, 7 днів на тиждень найпопулярніших музичних роликів. Крім того, глядачі можуть завантажувати свої домашні відео, фотографії та аудіофайли та робити їх доступними для друзів та / або будь-яких інших відвідувачів сайту. Незабаром можна буде запропонувати фільми для трансляції на SLAM! Телевізор. 
20 березня 2007 року забороняє судді SLAM! більше невірно з Радіо 538 змагатись за "повторні редагування" та ремікси мелодій із чартів. СЛАМ! FM-трансляції, а саме за встановленою частотою, на якій це не дозволено. Також підраховував передавач відповідно до праворуч ноти фонової музики під час здійснення дзвінків як музики, і, мабуть, було можливо виконати вимогу, згідно з якою музика повинна виконувати 95 відсотків ефірного часу між 7 ранку та 7 вечора. Оскарживши подання до Трибуналу 5 грудня 2007 року та ухвалив SLAM! ФМ отримав рівну кількість "занадто багато розмов", але виявився неправильним в "повторному редагуванні". Однак постанова не впливає на поточну інтерпретацію музики, оскільки SLAM! якийсь час вже не надсилає власні правки. 
Колишні джингли були вироблені компанією ReelWorldEurope. Цей пакет є тим самим, який відповідає американській радіостанції, що звучить WKTU в 2005 році. Це, однак, було замінено спеціальним пакетом. 
19 листопада 2008 року було оголошено, що SLAM! Міністерство фінансів реорганізовувало, частково через зменшення витрат на рекламу під час фінансової кризи 2007–2008 років . Акціонер 2HMedia немає додаткового бюджету, запропонованого недоступний, який SLAM! ФМ змушені ефективно працювати з персоналом. З середнього 31,6 осіб, які працювали на повний робочий день у 2007 році, після реорганізації залишилось лише 20,4. Всього 14 станції покинули станцію, в тому числі кілька дискових жокеїв, серед яких Даніель Ліппенс і Тімо Камст . Кілька контрактів на персонал не було поновлено. 
27 квітня 2011 року було оголошено, що RTL Nederland Zerobase Lot A05 перебрав на себе. Це придбання здійснюється до 1 червня 2011 року. 1 січня 2012 року, Slam! FM в руках компанії Talpa Holding в результаті угоди між Talpa та RTL Group. З тих пір вокзальна частина 538 Groep . 
У червні 2011 року SLAM! FM купив 538 Groep (разом з його материнською компанією RTL 2011-2012, Talpa 2012 – теперішній час). 
2 листопада 2013 року Менно де Бур покинув SLAM! FM, і перейшов на радіостанцію 538. Це призвело до прийняття « Найпотрібнішого » DJ Martijn La Grouw . 
6 січня 2014 року De Avondploeg перейшов на радіо 538. De Avondploeg приймає старий часовий графік Радіо 538 Марка Лабранда. Старий слот часу на SLAM! FM буде прийнята Ігмаром Фелікією 6 січня з програмою "Bij Igmar". Він представляє цю програму разом з Джоупом Шріверверсом. 
3 жовтня 2016 року було оголошено, що Talpa Media продає SLAM! і SLAM! TV до Radiocorp. 
- Blasterjaxx
- Dimitri Vegas &amp; Like Mike
- Ельке Клеййн
- Firebeatz
- Флоріс Таузент
- Френкі Різардо
- Gijs Alkemade
- Джорджіо Хокстам
- Ігмар Феліція
- Джохем Хамерлінг
- Joep Schrijvers
- Joost Burger
- Джорді Уорнерс
- Марк Найт
- Martijn La Grouw
- MC Villain
- Ніколь Мудабер
- Олівер Хелденс
- Олів'є Вайтера
- Мічіель Юрджеранс
- R3hab
- Сандер ван Доорн
- Сонячний Джеймс та Райан Марчінано
- Том ван дер Веерд
- W&amp;W
- Жовтий кіготь
- Audiotricz
- Blasterjaxx
- Бреннан Серце
- Цифровий панк
- Dimitri Vegas &amp; Like Mike
- DJ Jeff
- Ельке Клеййн
- Firebeatz
- Флоріс Таузент
- Френкі Різардо
- Gijs Alkemade
- СВІТЯТЬСЯ В ТЕМРЯВІ
- Джорджіо Хокстам
- Ігмар Феліція
- Джохем Хамерлінг
- Joep Schrijvers
- Joost Burger
- Джорді Уорнерс
- Марк Найт
- Martijn La Grouw
- MC Villain
- Ніколь Мудабер
- Олівер Хелденс
- Олів'є Вайтера
- Мічіель Юрджеранс
- R3hab
- Робін Лефебер
- Ренс Гозелінг
- Сем Божественний
- Sanne van der Meijden
- Сандер ван Доорн
- Сонячний Джеймс та Райан Марчінано
- Партія
- Том ван дер Веерд
- W&amp;W